# シャンシー (ジュネーヴ州)
シャンシー Chancyはスイス連邦、ジュネーヴ州の最西端に位置するジュネーヴ州の基礎自治体(コミューンcommune)。ジュネーヴ州のアヴュリー、アヴュジーのコミューン、フランスのアン県のプニー(Pougny)、オート＝サヴォワ県のヴュルバン(Vulbens)、ヴァレイリー(Valleiry)に囲まれている。
ローヌ川沿いにあって、スイス・フランス語地域(Suisse Romande)で最も標高が低い。

## データ
- 面積：5.37 km²
- 人口：1084人(2008年1月)